# Hamid Berhili
Hamid Berhili (arab. ‏حميد برحيلي‎; ur. 14 maja 1964) – marokański bokser, brązowy medalista mistrzostw świata oraz olimpijczyk.

## Kariera amatorska
W 1992 zwyciężył w kwalifikacjach olimpijskich dla Afryki, zwyciężając w kategorii muszej. Zwycięstwo dało Marokańczykowi pewny udział na igrzyskach olimpijskich w Barcelonie. Na igrzyskach olimpijskich, Berhili odpadł już w swojej pierwszej walce, w której przegrał 4:10 z Duńczykiem Jesperem Jensenem.
W 1994 Berhili został mistrzem Afryki w kategorii papierowej, pokonując w finale reprezentanta Kenii Hamana Ramadhaniego. W 1995 był uczestnikiem mistrzostw świata w Berlinie. W 1/16 finału rywalem Marokańczyka był Jose Babtiste, którego Berhili pokonał 10:4. W walce o ćwierćfinał Berhili pokonał 9:2 reprezentanta Włoch Antonio Ciprianiego. W ćwierćfinale pokonał reprezentanta Uzbekistanu Dilshoda Yuldasheva, zapewniając sobie brązowy medal. Półfinałową walkę przegrał z Bułgarem Daniełem Petrowem, który zdobył złoty medal na tych mistrzostwach. 
W 1996 reprezentował swój kraj na igrzyskach w Atlancie. Udział rozpoczął zwycięstwem w 1/16 finału nad reprezentantem Ghany Alfredem Tettehem. W 1/8 pokonał chińskiego boksera Yanga Xiangzhonga, a w walce o brązowy medal pokonał go Filipińczyk Mansueto Velasco.